# Litany
Litany es el cuarto álbum de estudio de la banda de death metal Vader, lanzado el 20 de marzo de 2000.

## Lista de canciones
1. "Wings" - 3:10
2. "The One Made of Dreams" - 1:49
3. "Xeper" - 4:01
4. "Litany" - 3:02
5. "Cold Demons" - 3:12
6. "The Calling" - 3:10
7. "North" - 1:37
8. "Forwards to Die!!!" - 1:38
9. "A World of Hurt" - 1:52
10. "The Word Made Flesh" - 2:48
11. "The Final Massacre" - 4:29

## Créditos
- Piotr 'Peter' Wiwczarek - Voz, Guitarra
- Maurycy 'Mauser' Stefanowicz - Guitarra
- Leszek 'Shambo' Rakowski - Bajo
- Krzysztof 'Doc' Raczkowski - Batería